# Strage di Afragola
La strage di Afragola fu l'uccisione di civili avvenuta nell'omonimo comune nel settembre-ottobre 1943 ad opera della Panzer-Division "Hermann Göring" in località Masseria D'Ambra e in via Circonvallazione.

## Storia

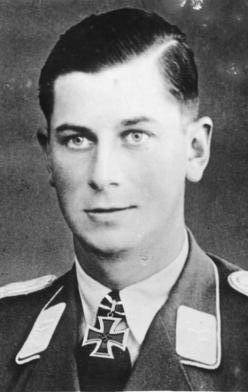
L'allora tenente Karl-Heinz Becker nel luglio 1941.

Dopo l'armistizio di Cassibile nel 1943, le truppe tedesche occuparono la città di Afragola, allestendo un campo di prigionia nel Casone Spena. Il 2 ottobre dello stesso anno, la Panzer-Division "Hermann Göring" (in particolare il Kampfgruppe Becker, comandato dal maggiore Karl-Heinz Becker e composto da elementi della "Herman Göring" e del Fallschirmjäger-Regiment 1), come azione di rappresaglia nei confronti degli abitanti, compì due stragi: la prima vicino alla Masseria D'Ambra, durante la quale i militari catturarono e fucilarono dei civili.

## Vittime

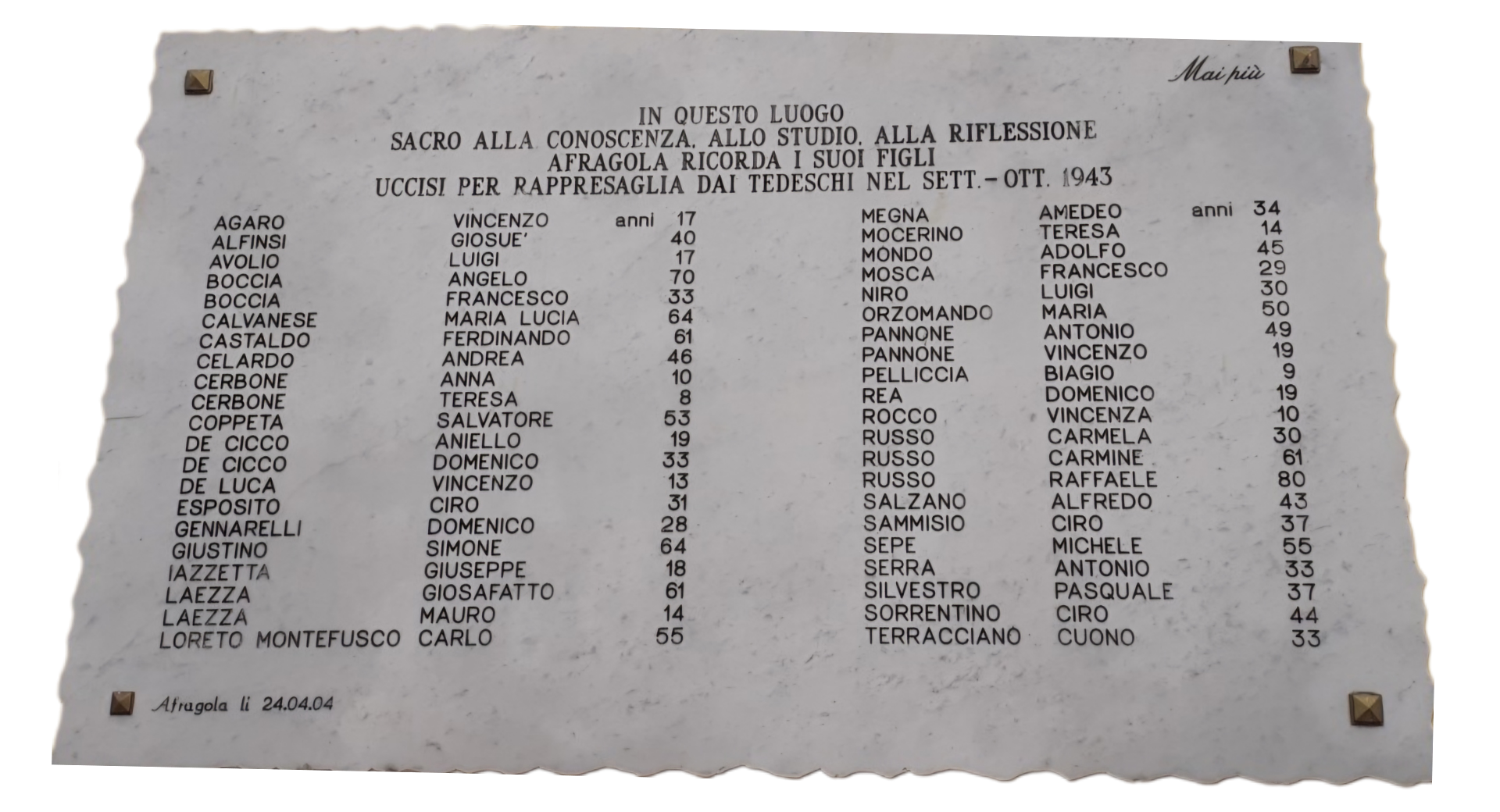
Lapide affissa sul muro esterno della biblioteca comunale di Afragola.

1. Vincenzo Agaro	(Afragola, 17	anni) - bombardamento[1]
2. Giosuè	 Alfinsi	(Afragola, 40	anni) - ferite da arma da fuoco[1]
3. Luigi Avolio	(Afragola, 17	anni) - bombardamento[1]
4. Francesco 	Boccia	(Afragola, 33	anni) - ferite da arma da fuoco[1]
5. Angelo 	Boccia	(Afragola, 70	anni) - ferite da arma da fuoco[1]
6. Maria Lucia 	Calvanese (Afragola,	64	anni) - bombardamento[1]
7. Ferdinando Castaldo	(Afragola, 61	anni) - mitragliamento[1]
8. Andrea Celardo (Afragola, 46 anni) - riconosciuto caduto per la lotta di Liberazione, ferite da arma da fuoco[1][7]
9. Anna	Cerbone	(Afragola, 10	anni) - ferite arma da fuoco[1]
10. Teresa Cerbone (Casalnuovo di Napoli, 8 anni) - lesioni da arma da fuoco[1]
11. Salvatore	Coppeta	(Afragola, 53 anni) - ferite da arma da fuoco[1]
12. Aniello De Cicco (Pomigliano d'Arco, 19 anni) - manovale, lesioni da colpi di mitraglia[1]
13. Domenico De Cicco (Pomigliano d'Arco, 33 anni) - muratore, riconosciuto caduto per la lotta di Liberazione, lesioni da colpi di mitraglia[1]
14. Vincenzo	De Luca (Afragola, 13	anni) - bombardamento[1]
15. Ciro Esposito (Pomigliano d'Arco, 31 anni) - bracciante, riconosciuto caduto per la lotta di Liberazione, ferite da colpi di fucile[1]
16. Domenico	Gennarelli (Afragola, 28	 anni) - 	bombardamento[1]
17. Simone	Giustino (Afragola, 64 	anni) - ferita arma da fuoco[1]
18. Giuseppe Iazzetta	 (Afragola,	18 anni) - lesioni da colpo di granata[1]
19. Giosafatto Laezza	(Afragola, 61 anni) - bombardamento[1]
20. Mauro Laezza (San Pietro a Patierno, 14 anni) - lesioni da bomba[1]
21. Carlo	Loreto Montefusco	 (Afragola, 55 anni) - ferita da arma da fuoco[1]
22. Amedeo Megna (Afragola, 34 anni) - riconosciuto caduto per la lotta di Liberazione, ferito da arma da fuoco[1]
23. Teresa Mocerino	(Afragola, 14	anni) - ferite da schegge[1]
24. Adolfo Mondo (Marigliano, 45 anni) - agricoltore, ferita da arma da fuoco[1]
25. Francesco 	Mosca	(Afragola, 29 anni) - bombardamento[1]
26. Luigi Niro (Afragola, 30 anni) - ferita da arma da fuoco[1]
27. Maria 	Orzomando	 (Afragola, 50 anni) - bombardamento[1]
28. Antonio 	Pannone	 (Afragola, 	49 anni) - bombardamento[1]
29. Vincenzo	Pannone	 (Afragola, 19	 anni) - ferita da arma da fuoco[1]
30. Biagio Pelliccia (Casalnuovo di Napoli, 9 anni) - lesioni da colpo di granata[1]
31. Domenico Rea (Casoria, 19 anni) - lesioni da colpi di arma da fuoco[1]
32. Vincenza 	Rocco	(Afragola, 10 anni) - bombardamento[1]
33. Carmela 	Russo	(Afragola, 30	anni) - lesioni da colpi di mitraglia[1]
34. Carmine	Russo	(Afragola, 61 anni) - bombardamento[1]
35. Raffaele Russo	(Afragola, 80	anni) - ferita da arma da fuoco[1]
36. Alfredo 	Salzano	(Afragola, 43 anni) - ferite da granata[1]
37. Ciro Sammisio	 (San Giovanni a Teduccio, 37 anni) - ferite da colpi di fucile[1]
38. Michele Sepe (Afragola, 55 anni) - agricoltore, ferita da arma da fuoco[1]
39. Antonio Serra	(Afragola, 33 anni) - ferita da arma da fuoco[1]
40. Pasquale Silvestro	(Afragola, 37	anni) - ferite da arma da fuoco[1]
41. Ciro 	Sorrentino	(Afragola, 44 anni) - mitragliamento[1]
42. Cuono Terracciano (Afragola, 33	 anni) - ferita da arma da fuoco[1]

## Riconoscimenti
(Epigrafe composta da Adolfo Omodeo, ottobre 1944.)
(Epigrafe affissa sulle mura esterne della biblioteca comunale di Afragola, 24 aprile 2004.)